# جاك بورليه (مدرب رياضي)
جاك بورليه (بالفرنسية: Jacques Borlée)‏ (و. 1957  م) هو مدرب رياضي، وعداء سريع، ومنافس ألعاب قوى بلجيكي، ولد في كيسانغاني، شارك في الألعاب الأولمبية الصيفية 1980.

## روابط خارجية
- جاك بورليه على موقع الاتحاد الدولي لألعاب القوى (الإنجليزية)
- جاك بورليه على موقع أوليمبيديا (الإنجليزية)